# Octavious Freeman
Octavious Freeman (Lake Wales, 20 aprile 1992) è una velocista statunitense.

## Palmarès
| Anno | Manifestazione | Sede  | Evento      | Risultato | Prestazione | Note |
| ---- | -------------- | ----- | ----------- | --------- | ----------- | ---- |
| 2013 | Mondiali       | Mosca | 100 m piani | 8ª        | 11"16       |      |
| 2013 | Mondiali       | Mosca | 4×100 m     | Argento   | 42"75       |      |